# Anette Seelinger
Anette Seelinger (* 1958) ist eine deutsche Künstlerin und Pädagogin. Sie war Professorin für Ästhetik, Kommunikation und Medien an der Fachhochschule Frankfurt am Main. Ihre Schwerpunkte sind ästhetisch-mediale Kommunikations- und Kulturformen und künstlerische Projekte in sozialen Kontexten.
Seelinger studierte Sozialpädagogik an der Evangelischen Fachhochschule Darmstadt und der Universität Frankfurt. Sie absolvierte ihre Künstlerische Ausbildung an der Hochschule für Bildende Künste in Hamburg und an der Kunsthochschule des Landes Hessen in Offenbach. Seit 2010 ist sie Vorstandsmitglied der hessischen Film- und Medienakademie.
Als freischaffende Künstlerin stellte sie in Deutschland, Kanada, Kuba und der Schweiz aus, darüber hinaus hielt sie viele Vorträge bei Veranstaltungen.
Ihre im Jahre 2000 eingereichte Dissertation mit dem Titel Ästhetische Konstellationen: zur Konzeption kritisch-ästhetischer Bildung in der medien-technologischen Gesellschaft bestand nach dem Ergebnis der Überprüfung durch die Universität Darmstadt im Jahre 2011 zu etwa 25 % aus Plagiaten. Der Doktorgrad wurde aberkannt. Die angefochtene Aberkennung wurde durch das Verwaltungsgericht Darmstadt im April 2011 bestätigt. Seelinger reichte im Mai 2011 bei der FH Frankfurt ihre fristlose Kündigung ein.
Sie lehrt als Lehrbeauftragte an der HS Fulda.

## Veröffentlichungen
- Ästhetische Konstellationen: Zur Konzeption kritisch-ästhetischer Bildung in der medientechnologischen Gesellschaft. Dissertation, Darmstadt 2000.
- Medien, Kultur, Bildung. Ansätze, Konzeptionen und Praxisbeispiele für die Jugendarbeit. Verlag KoPäd-Verlag, München 2003, ISBN 3-935686-61-7.